# 青森県の市町村旗一覧
青森県の市町村旗一覧（あおもりけんのしちょうそんきいちらん）は、青森県内の市町村に制定されている、あるいは制定されていた市町村旗の一覧である。なお、一覧の順序は全国地方公共団体コード順による。廃止された市町村旗は廃止日から順に掲載している。

## 市部
| 市         | 市旗 | 制定有無         | 制定日           | 旗の色                                                           | 備考                                                              |
| ---------- | ---- | ---------------- | ---------------- | ---------------------------------------------------------------- | ----------------------------------------------------------------- |
| 青森市     |      | あり             | 2005年5月12日    | 地色は白色で紋章は星の部分は緑色・その周辺は青色が指定されている | 旧・青森市制時の1972年7月26日に制定され、新市制施行後に継承される |
| 弘前市     |      | あり             | 2006年11月15日   | 地色は白色で紋章は赤色が指定されている                           | 旧・弘前市制時の1939年6月に制定され、新市制施行後に継承される     |
| 八戸市     |      | 使用されていない | 使用されていない | 使用されていない                                                 |                                                                   |
| 黒石市     |      | なし             | なし             | 地色は紺色で紋章は白色が指定されている                           |                                                                   |
| 五所川原市 |      | なし             | なし             | 地色はクリーム色で紋章は指定色が指定されている                   | 2代目の市旗である                                                 |
| 十和田市   |      | なし             | なし             | 地色は白色で紋章は指定色が指定されている                         | 2代目の市旗である                                                 |
| 三沢市     |      | あり             | 1988年9月1日     | 地色は常磐色であり、紋章は金色が指定されている                   | それまでは制定されていなかった                                    |
| むつ市     |      | あり             | 2008年12月19日   | 地色は古代紫で紋章は白色が指定されている                         | それまでは制定されていなかった                                    |
| つがる市   |      | なし             | なし             | 地色は白色で紋章は指定色が指定されている                         |                                                                   |
| 平川市     |      | あり             | 2006年1月1日     | 地色は白色で、紋章は指定色が指定されている                       | 紋章の下側に「平川市」を配している                                |

## 町村部
| 郡       | 町村       | 町村旗 | 由来 | 制定日        | 旗の色                                                                                       | 備考                                                              |
| -------- | ---------- | ------ | ---- | ------------- | -------------------------------------------------------------------------------------------- | ----------------------------------------------------------------- |
| 東津軽郡 | 平内町     |        | なし | なし          | 地色は緑色であり、紋章は白色が指定されている                                                 |                                                                   |
| 東津軽郡 | 今別町     |        | なし | なし          | 地色は緑色であり、紋章は白色が指定されている                                                 |                                                                   |
| 東津軽郡 | 蓬田村     |        | なし | なし          | 地色は濃緑色であり、紋章は白色が指定されている                                               |                                                                   |
| 東津軽郡 | 外ヶ浜町   |        | なし | なし          | 地色は白色であり、紋章は指定色が指定されている                                               |                                                                   |
| 西津軽郡 | 鰺ヶ沢町   |        | あり | 1977年5月10日 | 地色は深青色であり、紋章は白色が指定されている                                               |                                                                   |
| 西津軽郡 | 深浦町     |        | あり | 2005年3月31日 | 地色は紫色であり、紋章は白色が指定されている                                                 | 旧・深浦町制時の1982年12月1日に制定され、新町制施行後に継承される |
| 中津軽郡 | 西目屋村   |        | なし | なし          | 地色は緑色であり、紋章は白色が指定されている                                                 |                                                                   |
| 南津軽郡 | 藤崎町     |        | あり | 2005年9月21日 | 地色は白色であり、紋章は指定色が指定されている                                               | 2代目の町旗である                                                 |
| 南津軽郡 | 大鰐町     |        | なし | なし          | 地色は青色であり、紋章は白色が指定されている                                                 |                                                                   |
| 南津軽郡 | 田舎館村   |        | なし | なし          | 地色は紫色であり、紋章は白色が指定されている                                                 |                                                                   |
| 北津軽郡 | 板柳町     |        | なし | なし          | 地色は臙脂色であり、紋章は白色が指定されている                                               |                                                                   |
| 北津軽郡 | 鶴田町     |        | あり | 1997年6月27日 | 地色は緑色であり、紋章は白色が指定されている                                                 |                                                                   |
| 北津軽郡 | 中泊町     |        | なし | なし          | 地色は白色であり、紋章は指定色が指定されている                                               |                                                                   |
| 上北郡   | 野辺地町   |        | なし | なし          | 地色は紫色であり、紋章は白色が指定されている                                                 |                                                                   |
| 上北郡   | 七戸町     |        | あり | 2005年9月8日  | 地色は緑色であり、紋章は指定色が指定されている                                               | 2代目の町旗である                                                 |
| 上北郡   | 六戸町     |        | なし | なし          | 地色は緑色であり、紋章は白色が指定されている                                                 |                                                                   |
| 上北郡   | 横浜町     |        | なし | なし          | 地色は水色であり、紋章は赤色・黄色が指定されている                                           |                                                                   |
| 上北郡   | 東北町     |        | なし | なし          | 地色は白色であり、紋章は指定色が指定されている                                               |                                                                   |
| 上北郡   | 六ヶ所村   |        | なし | なし          | 地色は緑色であり、紋章は白色が指定されている                                                 |                                                                   |
| 上北郡   | おいらせ町 |        | あり | 2006年3月1日  | 地色は白色であり、紋章は指定色が指定されている                                               |                                                                   |
| 下北郡   | 大間町     |        | あり | 1966年8月1日  | 地色は水色であり、紋章は白色が指定されている                                                 |                                                                   |
| 下北郡   | 東通村     |        | あり | 1973年10月1日 | 地色は白色であり、紋章は緑色が指定されている                                                 |                                                                   |
| 下北郡   | 風間浦村   |        | なし | なし          | 地色は白色であり、紋章は緑色が指定されている                                                 |                                                                   |
| 下北郡   | 佐井村     |        | あり | 1971年5月14日 | 地色は白色であり、紋章は藍色が指定されている                                                 |                                                                   |
| 三戸郡   | 三戸町     |        | あり | 1977年10月1日 | 地色は若草色であり、紋章は橙色と臙脂色が指定されている                                       |                                                                   |
| 三戸郡   | 五戸町     |        | なし | なし          | 地色は緑色であり、紋章は白色が指定されている                                                 |                                                                   |
| 三戸郡   | 田子町     |        | なし | なし          | 地色は緑色であり、紋章は白色が指定されている                                                 |                                                                   |
| 三戸郡   | 南部町     |        | なし | なし          | 地色は白色であり、紋章は指定色が指定されている                                               | 2代目の町旗である                                                 |
| 三戸郡   | 階上町     |        | なし | なし          | 地色は青色であり、紋章は上部分は緑色・階部分はクリーム色であり、淵部分は白色が指定されている |                                                                   |
| 三戸郡   | 新郷村     |        | なし | なし          | 地色は緑色であり、紋章は白色が指定されている                                                 |                                                                   |

## 廃止された市町村旗
| 市郡       | 町村       | 市町村旗 | 制定有無                                                                         | 制定日         | 廃止日         | 旗の色                                                                          | 備考             |
| ---------- | ---------- | -------- | -------------------------------------------------------------------------------- | -------------- | -------------- | ------------------------------------------------------------------------------- | ---------------- |
| 三本木市   |            |          | 三本の円は平等・平和・友愛を表し、大地に足を据える目的を持つために木を表したもの | 1955年2月1日   | 1956年10月10日 |                                                                                 |                  |
| 三戸郡     | 倉石村     |          | なし                                                                             | なし           | 2004年7月1日   | 地色は臙脂色であり、紋章は白色が指定されている                                  |                  |
| 十和田市   |            |          | なし                                                                             | なし           | 2005年1月1日   | 地色は緑色であり、紋章は白色が指定されている                                    | 初代の市旗である |
| 上北郡     | 十和田湖町 |          | なし                                                                             | なし           | 2005年1月1日   | 地色は紺色であり、紋章は赤色と白色が指定されている                              |                  |
| 西津軽郡   | 木造町     |          | なし                                                                             | 1987年6月1日   | 2005年2月11日  | 地色は臙脂色で紋章は松葉の部分は緑色・イチョウの部分は黄色が指定されている      |                  |
| 西津軽郡   | 森田村     |          | なし                                                                             | 1970年10月8日  | 2005年2月11日  | 地色は臙脂色であり、紋章は白色が指定されている                                  |                  |
| 西津軽郡   | 柏村       |          | なし                                                                             | 1973年4月1日   | 2005年2月11日  | 地色は白色であり、紋章は緑色が指定されている                                    |                  |
| 西津軽郡   | 稲垣村     |          | あり                                                                             | 1976年3月10日  | 2005年2月11日  | 地色は白色であり、紋章は丸の部分を橙色とし、その中は白色が指定されている        |                  |
| 西津軽郡   | 車力村     |          | あり                                                                             | 1970年6月30日  | 2005年2月11日  | 地色は白色であり、紋章は紫色が指定されている                                    |                  |
| 下北郡     | 川内町     |          | なし                                                                             | なし           | 2005年3月14日  | 地色は緑色であり、紋章は白色が指定されている                                    |                  |
| 下北郡     | 大畑町     |          | あり                                                                             | 1984年5月1日   | 2005年3月14日  | 地色は藍色であり、紋章は白色が指定されている                                    |                  |
| 下北郡     | 脇野沢村   |          | あり                                                                             | 1971年12月22日 | 2005年3月14日  | 地色は青色であり、紋章は白色が指定されている                                    |                  |
| 五所川原市 |            |          | あり                                                                             | 1955年7月1日   | 2005年3月28日  | 地色は緑色であり、紋章は黄色が指定されている                                    | 初代の市旗である |
| 北津軽郡   | 金木町     |          | なし                                                                             | なし           | 2005年3月28日  | 地色は藍色で紋章は白色が指定されている                                          |                  |
| 北津軽郡   | 市浦村     |          | なし                                                                             | なし           | 2005年3月28日  | 地色は紫色であり、紋章は白色が指定されている                                    |                  |
| 東津軽郡   | 蟹田町     |          | なし                                                                             | なし           | 2005年3月28日  | -                                                                               |                  |
| 東津軽郡   | 平舘村     |          | なし                                                                             | なし           | 2005年3月28日  | -                                                                               |                  |
| 東津軽郡   | 三厩村     |          | なし                                                                             | なし           | 2005年3月28日  | 地色は紫色であり、紋章は白色が指定されている                                    |                  |
| 南津軽郡   | 藤崎町     |          | なし                                                                             | なし           | 2005年3月28日  | -                                                                               |                  |
| 南津軽郡   | 常盤村     |          | あり                                                                             | 1984年5月3日   | 2005年3月28日  | 地色は藍色であり、紋章は白色が指定されている                                    |                  |
| 北津軽郡   | 中里町     |          | なし                                                                             | なし           | 2005年3月28日  | 地色は臙脂色で紋章は白色・金色が指定されている                                  |                  |
| 北津軽郡   | 小泊村     |          | あり                                                                             | 1963年8月15日  | 2005年3月28日  | 地色は白色であり、紋章は青色が指定されている                                    |                  |
| 三戸郡     | 南郷村     |          | なし                                                                             | なし           | 2005年3月31日  | -                                                                               |                  |
| 西津軽郡   | 岩崎村     |          | あり                                                                             | 1971年12月17日 | 2005年3月31日  | 地色はコバルト色（コバルトブルー色）であり、紋章は銀色が指定されている          |                  |
| 上北郡     | 七戸町     |          | あり                                                                             | 1971年10月1日  | 2005年3月31日  | 地色は緑色であり、紋章は白色が指定されている                                    | 初代の町旗である |
| 上北郡     | 天間林村   |          | なし                                                                             | なし           | 2005年3月31日  | 地色は群青色であり、紋章は白色が指定されている                                  |                  |
| 上北郡     | 東北町     |          | なし                                                                             | なし           | 2005年3月31日  | -                                                                               | 初代の町旗である |
| 上北郡     | 上北町     |          | なし                                                                             | なし           | 2005年3月31日  | -                                                                               |                  |
| 中津軽郡   | 浪岡町     |          | なし                                                                             | なし           | 2005年4月1日   | -                                                                               |                  |
| 南津軽郡   | 尾上町     |          | なし                                                                             | なし           | 2006年1月1日   | 地色は緑色であり、紋章は白色が指定されている                                    |                  |
| 南津軽郡   | 平賀町     |          | あり                                                                             | 1977年6月1日   | 2006年1月1日   | 地色は臙脂色であり、紋章は白色が指定されている                                  |                  |
| 南津軽郡   | 碇ヶ関村   |          | あり                                                                             | 1987年6月1日   | 2006年1月1日   | 地色は白色であり、紋章は赤色が指定されている                                    |                  |
| 三戸郡     | 南部町     |          | なし                                                                             | なし           | 2006年1月1日   | 地色は海老茶色であり、紋章は黄色が指定されている                                |                  |
| 三戸郡     | 名川町     |          | なし                                                                             | なし           | 2006年1月1日   | 地色は臙脂色であり、紋章は白色が指定されている                                  |                  |
| 三戸郡     | 福地村     |          | なし                                                                             | なし           | 2006年1月1日   | 地色は薄紫色であり、紋章は「H」の部分は白色・「福」の部分は黄色が指定されている |                  |
| 中津軽郡   | 岩木町     |          | なし                                                                             | なし           | 2006年2月27日  | 地色は紫色であり、紋章は白色が指定されている                                    |                  |
| 中津軽郡   | 相馬村     |          | なし                                                                             | なし           | 2006年2月27日  | 地色は紫色であり、紋章は白色が指定されている                                    |                  |
| 上北郡     | 百石町     |          | なし                                                                             | なし           | 2006年3月1日   | 地色は緑色であり、紋章は白色が指定されている                                    |                  |
| 上北郡     | 下田町     |          | なし                                                                             | なし           | 2006年3月1日   | 地色は紫色であり、紋章は白色が指定されている                                    |                  |

### 書籍
- 中川幸也『シリーズ人間とシンボル第2号「都市の旗と紋章」』中川ケミカル、1987年10月11日。
- NHK情報ネットワーク『NHKふるさとデータブック2 [東北]』日本放送協会、1992年4月1日。

### 自治体書籍
- 佐井村役場『佐井村例規集』青森県下北郡佐井村。
- 脇野沢村役場『脇野沢村例規集』青森県下北郡脇野沢村。
- 大畑町役場『大畑町勢要覧』青森県下北郡大畑町。
- 深浦町役場『深浦町例規集』青森県西津軽郡深浦町。
- 深浦町役場『旧・深浦町例規集』青森県西津軽郡深浦町。
- 稲垣村役場『稲垣村例規集』青森県西津軽郡稲垣村。
- 車力村役場『車力村例規集』青森県西津軽郡車力村。
- 常盤村役場『常盤村例規集』青森県西津軽郡常盤村。
- 平賀町役場『平賀町例規集』青森県南津軽郡平賀町。
- 碇ヶ関村役場『碇ヶ関村例規集』青森県南津軽郡碇ヶ関村。